# Vaucluse, Doubs
Vaucluse là một thị trấn của tỉnh Doubs, thuộc vùng Bourgogne-Franche-Comté, miền đông nước Pháp.

## Dân số
| 1962                                            | 1968 | 1975 | 1982 | 1990 | 1999 |
| ----------------------------------------------- | ---- | ---- | ---- | ---- | ---- |
| 55                                              | 87   | 93   | 71   | 70   | 69   |
| Starting in 1962: Population without duplicates |      |      |      |      |      |